# Rocheova granica
Rocheova granica (prema francuskom matematičaru i astronomu Édouardu Rocheu, koji ju je 1847. prvi teorijski odredio) je udaljenost od središta većega nebeskoga tijela do točke u kojoj je gravitacijska sila toga tijela jednaka gravitacijskoj sili satelitskoga tijela. Općenito vrijedi Rocheov odnos, koju su učinili točnijom James Hopwood Jeans (1917. i 1919.) i Subrahmanyan Chandrasekhar (1969.) za krute satelite:
{\displaystyle d=1.26\;R_{M}\left({\frac {\rho _{M}}{\rho _{m}}}\right)^{\frac {1}{3}}}
gdje je:
- d - Rocheova granica za krute satelite (m),
- RM - polumjer nebeskog tijela (m),
- ρM - gustoća planeta (kg/m3),
- ρm - gustoća satelita (kg/m3).

Ta se jednakost može pisati i kao:
{\displaystyle d=1.26\;R_{m}\left({\frac {M_{M}}{M_{m}}}\right)^{\frac {1}{3}}}
gdje je:
- d - Rocheova granica za krute satelite (m),
- MM - masa planeta (kg),
- Mm - masa satelita (kg).

Unutar Rocheove granice, zbog utjecaja plimnih sila, sateliti koje na okupu drži uglavnom gravitacijska sila raspadaju se.
Za fluidne satelite (tekuće, plinovite ili satelit sastavljene od labave nakupine krutih dijelova) vrijedi:
{\displaystyle d\approx 2.44R\left({\frac {\rho _{M}}{\rho _{m}}}\right)^{1/3}}
Za planete gustoće slične Zemljinoj, uz uvjet da je masa satelita mnogo manja od mase planeta, Rocheova granica za fluidne satelite iznosi oko 2.44 polumjera planeta. Tako se na primjer dijelovi Saturnova prstena ne mogu gravitacijski skupiti u jedan ili više satelita, jer se nalaze unutar 2.3 Saturnova polumjera. Opstaju sateliti čvrste građe, koje osim gravitacijskih povezuju i sile veće od plimnih sila planeta, u granicama od 1.26 do 2.44 polumjera planeta.

## Deriviranje formule za Rocheovu granicu
{\displaystyle F_{G}={\frac {Gmu}{r^{2}}}}
Plimna sila {\displaystyle F_{P}} na masu {\displaystyle u} prema planetu ili primarnom tijelu s polumjerom {\displaystyle R} i udaljenosti {\displaystyle d} izmeđe centara dvaju tijela može se napisati sljedećom jednadžbom :
{\displaystyle F_{P}={\frac {2GMur}{d^{3}}}}
Rocheova granica je dostignuta kada je gravitacijska sila jednaka plimnoj:
{\displaystyle F_{G}=F_{P}}
ili
{\displaystyle {\frac {Gmu}{r^{2}}}={\frac {2GMur}{d^{3}}}}
Iz koje se brzo dobiva Rocheova granica, d kao:
{\displaystyle d=r\left(2M/m\right)^{\frac {1}{3}}}
Pošto polumjer satelita nije potraban u formuli, ovo se može izraziti koristeći specifične gustoće dvaju dijela:
Za okruglu masu {\displaystyle M} može se napisati
{\displaystyle M={\frac {4\pi \rho _{M}R^{3}}{3}}} gdje {\displaystyle R} polumjer planeta ili osnovong tijela
Također:
{\displaystyle m={\frac {4\pi \rho _{m}r^{3}}{3}}} gdje {\displaystyle r} polumjer satelita
{\displaystyle d=r\left({\frac {2\rho _{M}R^{3}}{\rho _{m}r^{3}}}\right)^{1/3}}
podjednostavljeno:
{\displaystyle d=R\left(2\;{\frac {\rho _{M}}{\rho _{m}}}\right)^{\frac {1}{3}}}

## Primjeri Rocheove granice
Prva tablica prikazuje gustoće i ekvatorijalne polumjere nekih nebeskih tijela u Sunčevu sustavu:
| Veće nebesko tijelo | Gustoća (kg/m3) | Polumjer (m) |
| ------------------- | --------------- | ------------ |
| Sunce               | 1.408           | 696 000 000  |
| Jupiter             | 1.326           | 71 492 000   |
| Zemlja              | 5.513           | 6 378 137    |
| Mjesec              | 3.346           | 1 738 100    |
| Saturn              | 687             | 60 268 000   |
| Uran                | 1.318           | 25 559 000   |
| Neptun              | 1.638           | 24 764 000   |

Koristeći gornje podatke, Rocheova granica se može izračunati s obzirom na krute ili fluidne satelite (tekuće, plinovite ili satelite sastavljene od labave nakupine krutih dijelova). Prosječna gustoća kometa se uzima oko 500 kg/m3.
Tablica ispod prikazuje Rocheove granice izražene u kilometrima i s obzirom na polumjer velikog nebeskog tijela. Stvarna Rocheova granica za satelit ovisi o stvarnoj gustoći i krutosti satelita (neznatno odstupa):
| Nebesko tijelo | Satelit         | Rocheova granica (kruti) | Rocheova granica (kruti) | Rocheova granica (fluidni) | Rocheova granica (fluidni) |
| Nebesko tijelo | Satelit         | Udaljenost (km)          | R                        | Udaljenost (km)            | R                          |
| -------------- | --------------- | ------------------------ | ------------------------ | -------------------------- | -------------------------- |
| Zemlja         | Mjesec          | 9 496                    | 1.49                     | 18 261                     | 2.86                       |
| Zemlja         | prosječni komet | 17 880                   | 2.80                     | 34 390                     | 5.39                       |
| Sunce          | Zemlja          | 554 400                  | 0.80                     | 1 066 300                  | 1.53                       |
| Sunce          | Jupiter         | 890 700                  | 1.28                     | 1 713 000                  | 2.46                       |
| Sunce          | Mjesec          | 655 300                  | 0.94                     | 1 260 300                  | 1.81                       |
| Sunce          | prosječni komet | 1 234 000                | 1.78                     | 2 374 000                  | 3.42                       |

Da bi pokazali koliko su daleko prirodni sateliti u Sunčevu sustavu od Rocheove granice, u tablici su dati polumjeri putanja unutarnjih planeta podijeljeni s vlastitom Rocheovom granicom. Date su vrijednosti i za krute i za fluidne satelite. Treba zapaziti da su posebno Pan, Kordelija i Najada vrlo blizu stvarne granice raspadanje.
U stvarnosti, gustoća većine unutarnjih prirodnih satellite za velike planet nije poznata. U tom slučaju, prikazano ukošeno, vrijednosti se pretpostavljaju, pa stvarna vrijednost Rocheove granice može neznatno odstupati.
| Veće nebesko tijelo | Satelit   | Polumjer putanje / Rocheova granica | Polumjer putanje / Rocheova granica |
| Veće nebesko tijelo | Satelit   | (kruti)                             | (fluidni)                           |
| ------------------- | --------- | ----------------------------------- | ----------------------------------- |
| Sunce               | Merkur    | 104                                 | 54                                  |
| Zemlja              | Mjesec    | 41                                  | 21                                  |
| Mars                | Fobos     | 1.72                                | 0.89                                |
| Mars                | Deimos    | 4.51                                | 2.34                                |
| Jupiter             | Metida    | ~1.86                               | ~0.94                               |
| Jupiter             | Adrasteja | ~1.88                               | ~0.95                               |
| Jupiter             | Amalteja  | 1.75                                | 0.88                                |
| Jupiter             | Teba      | 2.54                                | 1.28                                |
| Saturn              | Pan       | 1.42                                | 0.70                                |
| Saturn              | Atlas     | 1.56                                | 0.78                                |
| Saturn              | Prometej  | 1.62                                | 0.80                                |
| Saturn              | Pandora   | 1.67                                | 0.83                                |
| Saturn              | Epimetej  | 2.00                                | 0.99                                |
| Saturn              | Janus     | 1.95                                | 0.97                                |
| Uran                | Kordelija | ~1.54                               | ~0.79                               |
| Uran                | Ofelija   | ~1.66                               | ~0.86                               |
| Uran                | Bjanka    | ~1.83                               | ~0.94                               |
| Uran                | Kresida   | ~1.91                               | ~0.98                               |
| Uran                | Dezdemona | ~1.94                               | ~1.00                               |
| Uran                | Julija    | ~1.99                               | ~1.02                               |
| Neptun              | Najada    | ~1.39                               | ~0.72                               |
| Neptun              | Talasa    | ~1.45                               | ~0.75                               |
| Neptun              | Despina   | ~1.52                               | ~0.78                               |
| Neptun              | Galateja  | 1.53                                | 0.79                                |
| Neptun              | Larisa    | ~2.18                               | ~1.13                               |
| Pluton              | Haron     | 12.5                                | 6.5                                 |